# Hungría en los Juegos Olímpicos de Innsbruck 1964
Hungría estuvo representada en los Juegos Olímpicos de Innsbruck 1964 por un total de 28 deportistas que compitieron en 6 deportes.  
El portador de la bandera en la ceremonia de apertura fue el jugador de hockey sobre hielo Lajos Koutny. El equipo olímpico húngaro no obtuvo ninguna medalla en estos Juegos.